# Red Headed Stranger
Red Headed Stranger è un album in studio dell'artista country statunitense Willie Nelson, pubblicato nel 1975.

## Tracce
Lato A
1. Time of the Preacher – 2:26 (Willie Nelson)
2. I Couldn't Believe It Was True – 1:32 (Eddy Arnold, Wally Fowler)
3. Time of the Preacher Theme – 1:13 (Willie Nelson)
4. Medley: Blue Rock Montana/Red Headed Stranger – 1:36 (Nelson / Carl Stutz, Edith Lindeman)
5. Blue Eyes Crying in the Rain – 2:21 (Fred Rose)
6. Red Headed Stranger – 4:00 (Carl Stutz, Edith Lindeman)
7. Time of the Preacher Theme – 0:25 (Willie Nelson)
8. Just As I Am – 1:45 (Charlotte Elliott, William B. Bradbury)

Lato B
1. Denver – 0:53 (Willie Nelson)
2. O'er the Waves – 0:47 (Juventino Rosas)
3. Down Yonder – 1:56 (L. Wolfe Gilbert)
4. Can I Sleep in Your Arms – 5:24 (Hank Cochran)
5. Remember Me – 2:52 (Melba Mable Bourgeois)
6. Hands on the Wheel – 4:22 (Bill Callery)
7. Bandera – 2:19 (Willie Nelson)